# Chinchorrocultuur
De Chinchorrocultuur was een voorkeramische cultuur van sedentaire vissers in het Pacifische kustgebied van het huidige noorden van Chili en het zuiden van Peru, in de periode van 7.000 tot 1.500 v.Chr. 
De aanwezigheid van zoet water in het droge gebied aan de kust vergemakkelijkte de menselijke vestiging in dit gebied. De Chinchorro zijn bekend van hun mummificatie- en begrafenispraktijken. 
Rond 2.000 v.Chr. begon de Chinchorrocultuur invloeden te krijgen van het Andeshoogland, wat leidde tot de aanname van landbouw. Veel later kwam het onder invloed van het rijk van Tiwanaku.
In 2021 werd de Chinchorrocultuur opgenomen in de Werelderfgoedlijst.

## Etymologie
De Chinchorrocultuur is vernoemd naar de Playa Chinchorro nabij Arica in het uiterste noorden van Chili, waar de eerste mummies werden ontdekt.

## Geografie
De cultuur was verspreid over de dorre kustgebieden van de Atacama-woestijn van Ilo in het zuiden van Peru tot Antofagasta in het noorden van Chili. Het kerngebied van de cultuur lijkt de Chileense regio Arica-Camarones te zijn, die zich uitstrekt tussen de kustplaatsen Arica en Caleta Camarones in het zuiden. Er zijn veel archeologische vindplaatsen rond Arica en rond Caleta Camarones.

## Beschrijving
De Chinchorro waren deskundige vissers, die een uitgebreide en geavanceerde verzameling visgereedschap ontwikkelden, zoals vishaken gemaakt van schelpen en cactussen, en stenen gewichten voor netten gemaakt van gaasweefsels. Ze waren bekwame wevers van manden en matten.
Hoewel de meeste Chinchorro-sites aan de kust liggen, zijn er ook enkele in het binnenland en in de nabijgelegen hooglanden. Er zijn aan de kust enkele grote afvalhopen opgegraven. Analyse van het haar en de menselijke botten van de mummies geeft aan dat ongeveer 90 procent van hun dieet bestond uit maritiem voedsel zoals vissen, schaaldieren en zeezoogdieren, en de resterende 10 procent uit landdieren en planten.
De Chinchorro-typesite bevindt zich bij Arica. Ze werd in het begin van de 20e eeuw ontdekt door de Duitse archeoloog Max Uhle.
Langs de kust zijn veel zeer vroege archeologische vindplaatsen ontdekt. In Peru zijn Quebrada Tacahuay en Quebrada Jaguay bestudeerd door archeologen. Verder naar het zuiden zijn er de Ring-site en Quebrada Los Burros. Deze dateren meestal uit het late Pleistoceen en het vroege Holoceen (ca. 11.000-9.000 v.Chr.). Landinwaarts in Chili zijn er de sites van Achas en Las Conchas.
Quebrada Jaguay is de meest noordelijke van deze sites en ook de oudste, gedateerd op 11.000 v.Chr. Quebrada Tacahuay, verder naar het zuiden, is wat later. Op de site van Achas is de vroegste Chinchorro-mummie (de Acha-man) gevonden.

## Chinchorro-mummies

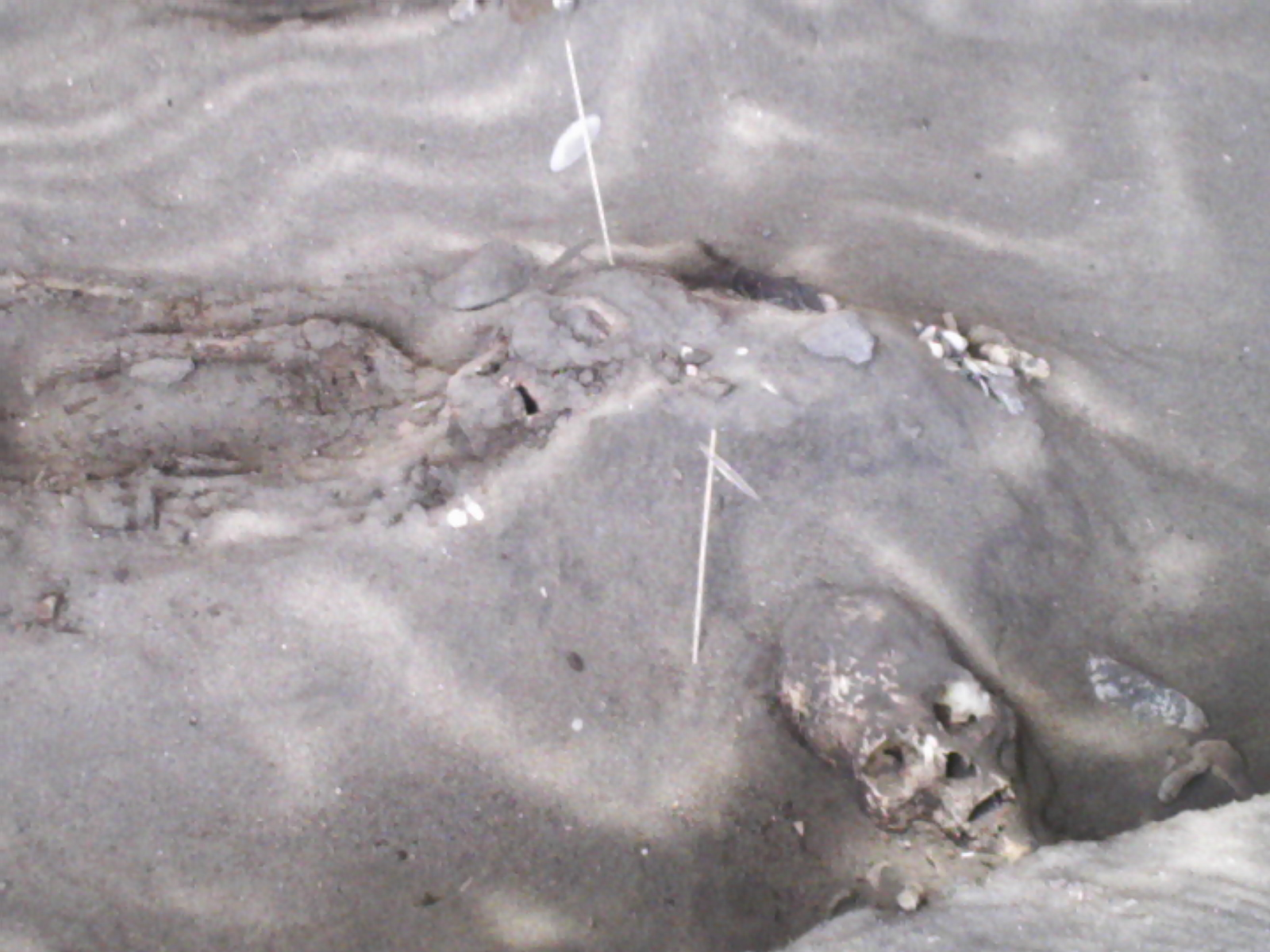
Chinchorro-mummies van de typesite in Arica

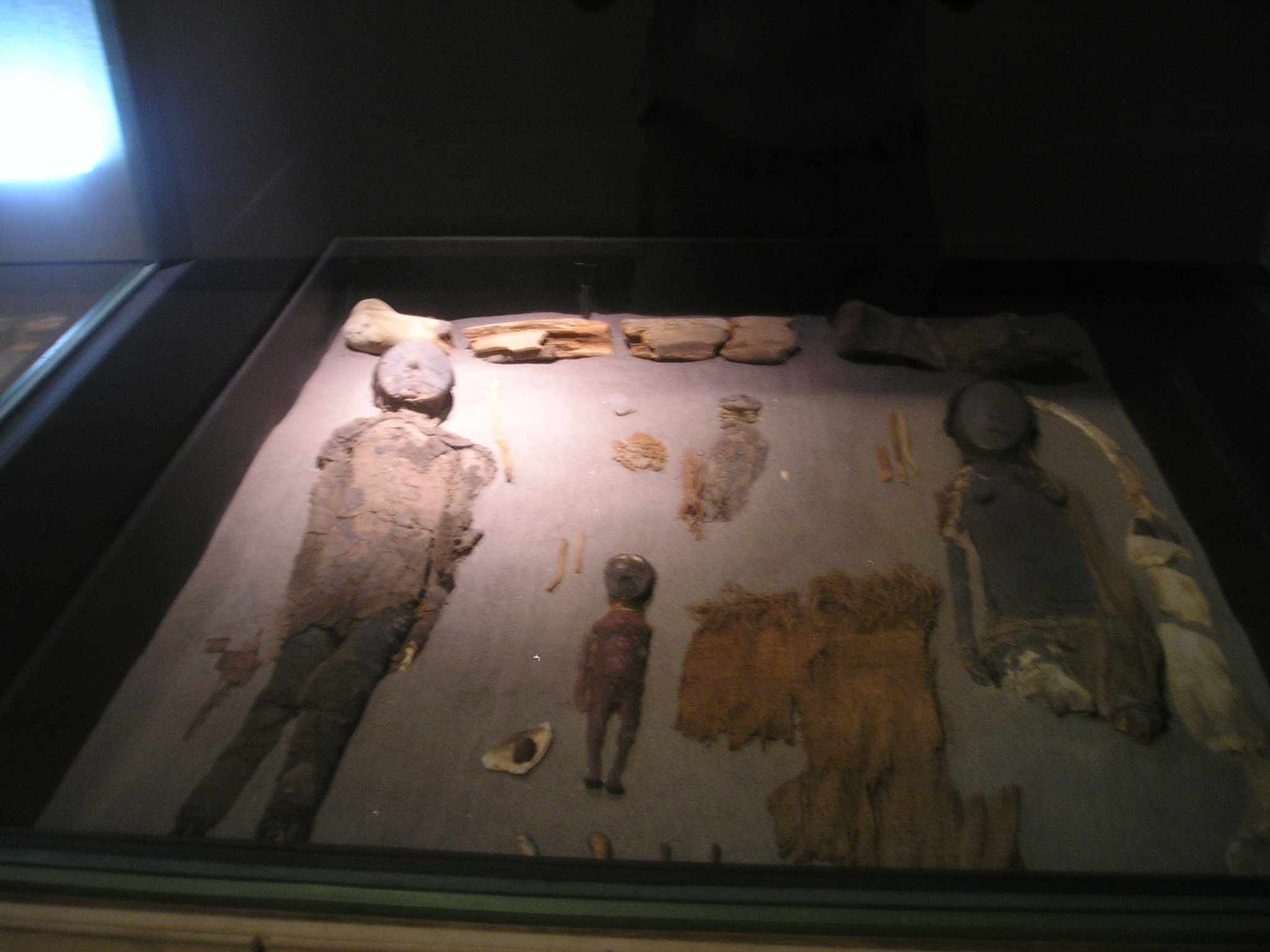
Chinchorro-mummies in het museum in San Miguel de Azapa

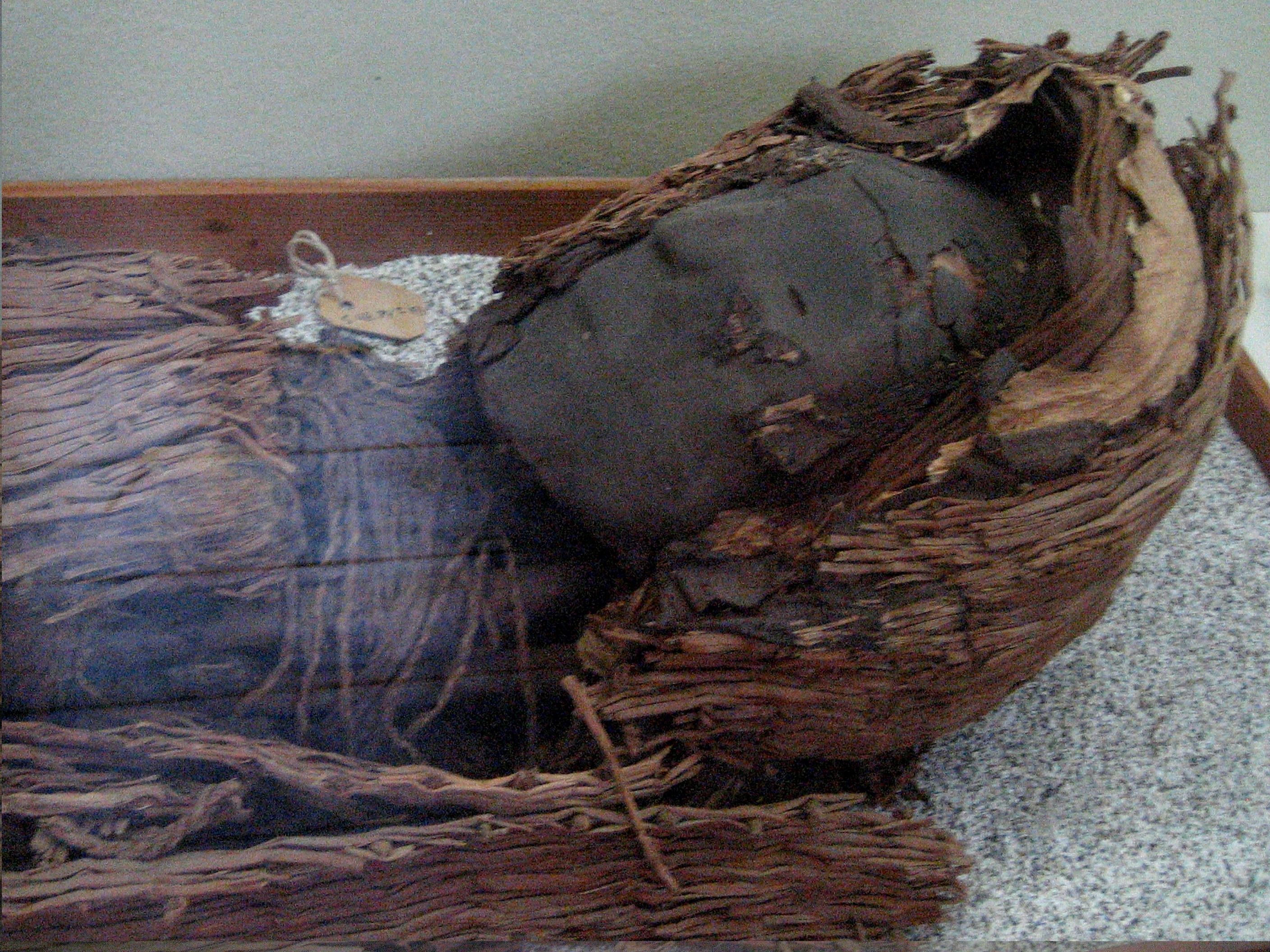
hoofd van een Chinchorro-mummie

De Chinchorro-mummies gaan terug tot 7.000 v.Chr. De Chinchorro-mummies waren daarmee veel ouder dan die van de oude Egyptenaren. Een deel van hun DNA werd teruggevonden.
De mummificatie blijkt grotendeels onafhankelijk te zijn van de leeftijd en sociale status van de overledene, hoewel hogergeplaatste leden van de Chinchorros een meer uitgebreide en complexe behandeling ondergingen. 
Hoge arseenconcentraties in het milieu leidden tot hoge kindersterfte, wat wordt gezien als een oorzaak van de ontwikkeling van mummificatie als een sociale en emotionele rouwverwerking. 
De techniek van mummificatie varieerde in de tijd. Met name de kleur van de mummies veranderde van glinsterend zwart veroorzaakt door mangaan naar een latere (rond 2000 v.Chr.) rode kleur.
Na de dood werd het vlees van de doden verwijderd en hun buitenkant werd gemodelleerd met behulp van stokken en klei. De mummies werden vervolgens gebalsemd met een van de bovengenoemde materialen. Rode en zwarte gezichtsmaskers met karakteristieke gaten voor de mond, neus en ogen werden gemaakt met kleurpigmenten, en waren vermoedelijk gemodelleerd naar de gezichten van de overledene. De doden werden vervolgens op doeken van riet gelegd en ondiep begraven in de woestijngrond.

### Vroege tatoeage
Een mannelijke Chinchorro-mummie draagt de vroegste tatoeage die in Amerika is gevonden. Hij heeft een snorachtige stippellijn getatoeëerd boven zijn bovenlip. De tatoeage dateert uit c. 2.300 v.Chr.

## Latere ontwikkelingen
De Azapa-fase (2.000-500 v.Chr.) was een overgangsperiode tussen het einde van de Chinchorro-fase en het begin van de Alto Ramírez-fase. Deze ontwikkelingen vonden plaats in de Azapa-vallei nabij de kust. Rond 2.000 v.Chr. zagen de mensen van de Azapa-vallei enkele culturele veranderingen die werden gebracht door immigranten uit de Altiplano. Deze invloeden leidden tot de invoering van landbouw ca. 1000 v.Chr., evenals de introductie van aardewerk. Deze latere groepen mummificeerden hun doden niet langer.
De invloed van de vroege Andesculturen in Noord-Chili is door verschillende archeologen bestudeerd. Vooral de invloed van de Wankaranicultuur en de vroege Pukaracultuur uit het gebied van het Titicacameer kunnen hier relevant zijn. Tijdens een overgangsfase hebben de Chinchorros mogelijk naast een opkomende Andes-traditie langs de kust bestaan.